# Mierucie
Mierucie – wieś w Polsce położona w województwie podlaskim, w powiecie grajewskim, w gminie Grajewo.
W okresie międzywojennym stacjonowała tu placówka Straży Celnej „Mirucie”.
Prywatna wieś szlachecka Mirucie położona była w drugiej połowie XVI wieku w powiecie wąsoskim ziemi wiskiej województwa mazowieckiego. W latach 1975–1998 miejscowość administracyjnie należała do województwa łomżyńskiego. 1 września 1977 znaczną część Mieruci (58 ha) włączono do Grajewa.
Wierni kościoła rzymskokatolickiego należą do parafii Trójcy Przenajświętszej w Grajewie.